# احمد ابراهیمی زنگنه

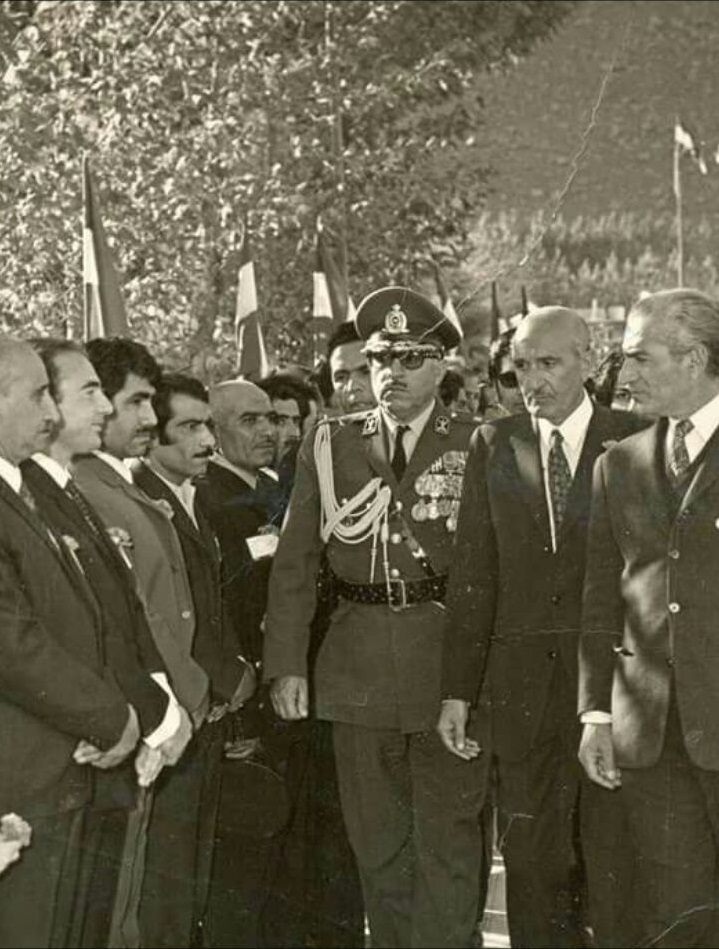

خان‌احمدخان ابراهیمی زنگنه (زاده ۱۲۹۰ در کرمانشاه – درگذشته ۱۳۸۴ در موناکو) وزیر، سیاستمدار دوره پهلوی بود.

## تولد و تحصیلات
خان احمد ابراهیمی زنگنه که به نام مهندس زنگنه نیز شناخته شده‌است، در سال ۱۲۹۰ در کرمانشاه متولد شد. پدرش حاجی‌خان باباخان بهادر لشکر از ایل زنگنه و نوادگان شیخعلیخان زنگنه بود. وی تحصیلات ابتدائی و متوسطه را در کرمانشاه به پایان رساند. در یازده سالگی پس از درگذشت مادرش برای ادامه تحصیل به بیروت فرستاده شد. او سپس به پاریس رفت و در دانشگاه تولوز در رشتۀ برق درجه مهندسی گرفت و سپس در لندن موفق به اخذ مدرک دکترای الکترونیک گردید. احمد زنگنه در سال ۱۳۱۶ به ایران بازگشت و دانشیار دانشکدۀ فنی دانشگاه تهران شد و سپس به مقام استادی رسید.

## مناصب دولتی
اهم مشاغل وی عبارتند از: وزارت پست و تلگراف، معاون اداره تلفن، معاون فنی وزارت پیشه و هنر، معاون و سپس رئیس کارخانجات قند کشور، رئیس بنگاه صنعتی و معاونت وزارت اقتصاد، مدیر عامل بانک صنعتی، عضو شورای عالی برنامه.
وی در اسفند ماه ۱۳۲۹ در کابینه حسین علاء به وزارت پست و تلگراف و تلفن منصوب گردید.
مهندس زنگنه در سال ۱۳۳۰ در دولت محمد مصدق به سمت مدیر عامل سازمان برنامه و بودجه رسید و حدود دو سال در آن سمت بود. پس از کودتای ۲۸ مرداد مدتی بازداشت شده و سپس به شغل آزاد پرداخته و در عین حال به ملیون نیز کمک می‌کرد. چنان‌که به عنوان مثال با تأسیس شرکت نوکار به حمایت از ملیون مغضوب دولت کودتا پرداخته بود.
زنگنه همچنین مدتی رئیس کانون مهندسین ایران بوده‌است.

## اقدامات عمرانی در کرمانشاه

### لوله‌کشی آب
احمد زنگنه را پدر آب کرمانشاه لقب داده‌اند؛ با پیگیری‌های محمدعلی محمدیان و حمایت ابراهیمی زنگنه، در شرایطی که حتی تهران از آب لوله‌کشی برخوردار نبود، شهر کرمانشاه به عنوان دومین شهر ایران پس از شیراز از لوله‌کشی آب بهره‌مند شد. آنگونه که از خاطرات وی بر جا مانده‌است، روزی در تابستان در محله‌ای فقیرنشین در کرمانشاه مشغول قدم زدن و مطالعه وضع مردم بوده که چند تانکر برای توزیع آب به آن محله می‌آیند و مردم که از کم‌آبی به شدت رنج می‌برده‌اند به سوی آن‌ها هجوم برده و دو کودک زیر تانکر رفته و زخمی می‌شوند که همین مسئله موجب تأثر شدید زنگنه شده و با کمک مردم فوراً بچه‌ها را به بیمارستان رسانده و تصمیم می‌گیرد تا به وضع آب کرمانشاه سر و سامان دهد. وی از همان‌جا جهت تأسیس شرکتی برای لوله‌کشی آب کرمانشاه اقدام کرده و خودش هم با فروش املاک پدری بخش مهمی از سرمایه شرکت را تأمین می‌کند و با حمایت وی کار لوله‌کشی آب کرمانشاه حتی قبل از پایتخت به ثمر می‌رسد.

### ریشه کنی مالاریا و کارخانۀ‌ شیر
اما به جز مشکل آب، مردم کرمانشاه و حتی ایران از دو مشکل دیگر هم که یکی بیماری مالاریا و دیگری شیر آلوده بوده، رنج می‌بردند که با همت احمد زنگنه هر دو مشکل حل می‌شوند. مالاریا ریشه‌کن می‌شود، و با کمک خیرین کرمانشاه اولین تأسیسات بهداشتی شیر هم راه‌اندازی می‌شود.

### کارخانه قند
تأسیس کارخانۀ قند بیستون کرمانشاه از دیگر اقدامات احمد ابراهیمی زنگنه است. ابراهیمی زنگنه که از بنیان‌گذاران صنعت قند ایران است  و مدتی هم رئیس کارخانجات قند کشور بوده‌است، به احداث کارخانه‌های قند در نقاط مختلف ایران مانند شهرهای ارومیه، تربت حیدریه، بردسیر، فسا، چناران و کرمان کمک نمود.

### بنیاد خیریه زنگنه
احمد زنگنه با تأسیس بنیاد خیریه زنگنه به جمع‌آوری بچه‌های خیابانی اقدام کرده بود و به آن‌ها آموزش‌های خیاطی و برق و … داده می‌شد. این بنیاد با شناسائی دانش آموزان نخبه کرمانشاهی به آن‌ها بورس تحصیلی اعطا کرده و تا دانشگاه از آن‌ها حمایت می‌کرد.

## زندان، تبعید و وفات
احمد زنگنه پس از انقلاب از سوی حکومت جمهوری اسلامی ایران تحت پیگرد قرار گرفته و مدتی هم به زندان افتاد. وی به ناچار در اواخر عمر در فرانسه اقامت کرد و در حالی که مشتاق بازگشت به ایران بود، تلاش او برای بازگشت به کشور به نتیجه نرسید. گفته می‌شود که زنگنه حتی وکیل خود را نزد رئیس‌جمهور وقت، محمد خاتمی فرستاده ولی نتیجه ای نگرفته بود. احمد زنگنه سرانجام در سال ۱۳۸۴ در فرانسه درگذشت.